# Okrug Chaves, Novi Meksiko
| Chaves                                                     | |
| Zemljovid Novog Meksika s označenim okrugom Chavesom.      | |
| Zemljovid SAD s označenom saveznom državom Novim Meksikom. | |
| Osnovan:                                                   | 25. veljače 1889.                                                                                  |
| Sjedište:                                                  | Roswell                                                                                            |
| Najveće naselje:                                           | Roswell                                                                                            |
| Površina:                                                  | 15.734 km2                                                                                         |
| Br. stanovnika (2010.):                                    | 65.645                                                                                             |
| Kongresni okrug:                                           | 2.                                                                                                 |
| Vremenska zona:                                            | Stjenjačko vrijeme: UTC-7/-6                                                                       |
| Službene stranice:                                         | http://co.chaves.nm.us/ Arhivirana inačica izvorne stranice od 29. travnja 2017. (Wayback Machine) |

Chaves je okrug u američkoj saveznoj državi Novom Meksiku.
Ime je dobio prema poručniku Joseu Franciscu Chavesu, vojnom zapovjedniku iz ovog kraja iz vremena američkog građanskog rata i poslije u pohodima na Navahoe. Tvorac je mjesna teritorijalna legislatura (New Mexico Territorial Legislature). Stvoren je 25. veljače 1889. izdvajanjem iz okruga Lincolna. 

## Naselja
Jedini grad u Chavesu je Roswell, koji je okružno sjedište. Mikropolitansko statističko područje Roswell obuhvaćeno je okrugom Chavesom. Mjesta u Chavesu su Dexter, Hagerman i Lake Arthur. Jedino popisom određeno mjesto je Midway. Jedina neuključena zajednica je Mountain View. Jedini grad duhova je Blackdom.

## Zemljopis
Prema Ured SAD-a za popis stanovništva, okrug je površine 15.730 km2, od čega je 15.710 km2 suhozemne površine, a 0,2 % odnosno 25 km2 je pod vodom. Četvrti je po površini okrug u Novom Meksiku.

## Zaštićena područja
- Lincoln (nacionalna šuma)
- Nacionalno divljinsko utočište Bitter Lake

## Stanovništvo
Prema popisu stanovništva 2010., stanovnici su 70,9 % bijelci, 2,0 % "crnci ili afroamerikanci", 1,2 % "američki Indijanci i aljaskanski domorodci", 0,6 % Azijci, 0,1 % Havajci ili tihooceanski otočani, 3,2 % dviju ili više rasa, 22,0 % ostalih rasa. Hispanoamerikanaca i Latinoamerikanaca svih rasa bilo je 52,0 %.

## Vanjske poveznice
- Postal History Poštanski uredi u okrugu Chavesu, Novi Meksiko